# Pastiche
Ne doit pas être confondu avec Parodie ou Caricature.
 (avril 2013).
Si vous disposez d'ouvrages ou d'articles de référence ou si vous connaissez des sites web de qualité traitant du thème abordé ici, merci de compléter l'article en donnant les références utiles à sa vérifiabilité et en les liant à la section « Notes et références ».

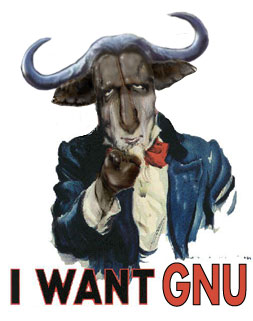
Pastiche d'une affiche célèbre de l'oncle Sam, « I want you for U.S. Army » (1917), réalisé dans les années 2000 pour promouvoir le système d'exploitation GNU.

Un pastiche (de l'italien pasticcio, « pâté ») est une imitation du style d'un auteur ou artiste, mais qui ne vise pas le plagiat. Le pastiche est à différencier de la parodie ou de la caricature, bien que le mot « pastiche » puisse être employé comme un synonyme de « parodie ».
Le pastiche remplit plusieurs fonctions : mémoire, dérision, hommage (plus ou moins respectueux), voire un pur exercice de style. 
Les pastiches se différencient des supercheries, des canulars et des faux montés à des fins vénales ou prosélytes (politiques ou religieux), avec par exemple certains apocryphes ou de fausses œuvres posthumes imitant totalement les productions habituelles d'un créateur disparu (il peut s'agir d'un livre, d'un tableau ou d'un objet d'art, etc.).

## Exemples de pastiches littéraires
Ulrich von Hutten (« Lettres d'hommes obscurs », 1515), puis à sa suite Lorenzo Valla (De Insigniis et Armis,, 1533) ont, par leurs pastiches, tourné en dérision les faiblesses du latin de leurs contemporains lettrés, clercs et universitaires. Dans la littérature française, Rabelais est l’un des premiers à pasticher, dans Le Tiers Livre, les œuvres et les auteurs de son temps.[réf. souhaitée]
Paul Reboux et Charles Muller se lancent au début du XXe siècle dans une série de pastiches signés Sosie, qui imite notamment Maupassant, le Notre Dame de Paris de Victor Hugo (Colos le Nain), les Histoires comme ça de Rudyard Kipling et la traduction des Contes des Mille et Une Nuits de Mardrus.
Michel-Antoine Burnier et Patrick Rambaud ont pastiché un grand nombre de célébrités littéraires de la fin du XXe siècle, comme Emmanuelle Arsan, Maurice Clavel et Samuel Beckett.[réf. souhaitée]
Marcel Proust s'illustre dans ce registre par son long pastiche du Journal des Goncourt dans Le Temps retrouvé et par son recueil Pastiches et mélanges.
Les Oulipiens comme Raymond Queneau et ses Exercices de style, ou Hervé Le Tellier et son Joconde jusqu'à cent, travaillent explicitement autour du pastiche.[réf. souhaitée]
On peut également citer La Fontaine qui, dans sa fable Le Lion et le Chasseur
(livre VI), pastiche la fable d'Ésope Le Pâtre et le Lion.[réf. souhaitée]
Au théâtre, Éric-Emmanuel Schmitt a écrit deux pièces-pastiches, en hommage à des dramaturges qui deviennent l’objet d’une pièce écrite dans leur style. L’une raconte à la Sacha Guitry la vie amoureuse de Sacha Guitry (The Guitrys), l’autre propose un vaudeville à la Georges Feydeau sur Georges Feydeau, explorant la folie de l’auteur (Georges et Georges).[réf. souhaitée]
Le pastiche est également utilisé dans la littérature populaire, comme l'heroic fantasy et la science-fiction. Une grande partie des fanfictions sont des pastiches. 
David Lodge, professeur et romancier, dans son roman The British Museum Is Falling Down (1965), narre sur le mode de l'épopée comique la harassante journée d'Adam Appleby, un étudiant en thèse impécunieux et angoissé par la possible troisième grossesse de son épouse, ne contient pas moins de dix pastiches littéraires reflétant les sautes d'humeur du personnage principal : Conrad, Graham Greene , Joyce, Kafka, C.P. Snow, Hemingway, D.H. Lawrence, Frederick Rolfe (Alias le baron Corvo) Henry James et Virginia Woolf. Dans son autre roman, Pensées secrètes (2001) les étudiants d'un atelier d'écriture doivent écrire des textes qui pastichent leurs écrivains préférés, on peut lire ainsi des pseudo-textes de M*rt*n Am*s, Irv*n* W*lsh, S*lm*n R*shd** et S*m**l B*ck*tt.  
Dans le domaine de la bande dessinée, on peut citer les pastiches de la revue américaine Mad et en Europe, ceux de Roger Brunel.[réf. souhaitée]
Un espace de Wikipédia est consacré au pastiche.

## Pastiche photographique
On doit distinguer les pastiches photographiques de tableaux des pastiches photographiques d'autres photographies.

### Pastiche photographique de tableaux
Ce sont ceux de Pierre-Anthony Allard pastichant La Mort de Marat de Jacques-Louis David, de Sabine Pigalle pastichant Johannes Vermeer, de Jean-Louis Swiners pastichant Georges de La Tour ou Georges Seurat, etc.[réf. souhaitée]

### Pastiche photographique de photographies
Par exemple ceux de Sandro Miller pastichant Philippe Halsman, etc.[réf. souhaitée]

## Pastiche pictural
Le pastiche de tableau est un tableau de peinture dans lequel l'auteur cherche à imiter la manière d'un peintre ou d'une école. Affirmant l'habileté (Sébastien Bourdon, Luca Giordano) et la culture (Augustin Théodule Ribot) de l'artiste, il traduit souvent l'influence d'un maître sur un artiste moins doué ou encore jeune.

## Pastiche musical
Un pasticcio (pastiche en italien) est un opéra composite formé à partir d'extraits de différentes œuvres ; un exemple en est le pastiche Les Mystères d'Isis, formé à partir de La Flûte enchantée, et largement critiqué par Berlioz dans ses mémoires.[réf. souhaitée]
Des pastiches ont été réalisés par le musicien Frank Zappa, dans toute son œuvre.[réf. souhaitée]

### Pastiche de chansons
On peut citer l'Hymne soviétique, qui a fait l'objet de plusieurs versions avec paroles russes doublées par des paroles françaises phonétiquement proches.

## Pastiche architectural
Il existe par exemple de nombreuses répliques du château de Versailles dans le monde.

## Pastiche dans la presse
- The Onion et Le Gorafi, des sites web de pastiches de la presse écrite.
- La Désencyclopédie, un pastiche de l'encyclopédie en ligne Wikipédia, hébergé par Wikia.
- Brave Patrie[7], un site d'information en ligne satirique français, présent sur Internet depuis 2002.
- Les Jalons, un groupe satirique français.

## Pastiche au théâtre
- Robin des bois, d'à peu près Alexandre Dumas, pièce de Pierre François Martin Laval.

## Pastiche au cinéma
Dans le domaine du cinéma, le pastiche peut être un hommage rendu par un metteur en scène à un autre en reprenant ses angles de caméra, ses techniques d'éclairage ou de mise en scène, ou l'imitation « utilitaire » d'œuvres antérieures.
- La Folle Histoire de l'espace de Mel Brooks, pastiche de divers films, séries et dessins animés de science fiction (Star Wars, Bioman, Alien, etc.).
- Frankenstein Junior de Mel Brooks, pastiche du personnage de Frankenstein.
- Sacré Graal des Monty Python, pastiche de la légende de la table ronde.
- Scary Movie, pastiche de divers films d'horreur.
- La Folie des Grandeurs de Gerard Oury, pastiche de Ruy Blas de Victor Hugo.